# 德文特谷自治市

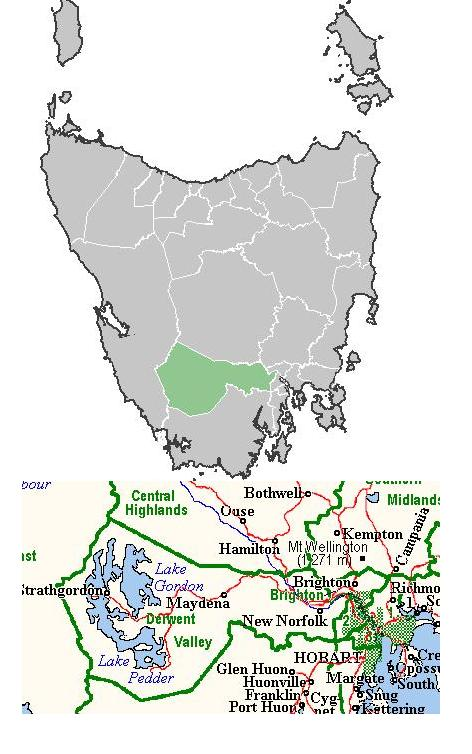

德文特谷自治市（英語：Derwent Valley Council）是澳大利亚塔斯马尼亚州的一个地方政府区。该区西邻西岸自治市，北邻中高地自治市，南邻胡昂谷自治市。该地区总面积4,111平方（1,587平方英里），人口9,517。该地区主要涵盖德文特河上游地区。主要城镇及政府所在地为新诺福克。